# Кари Стейнн Карлссон
Кари Стейнн Карлссон — исландский легкоатлет, бегун на длинные дистанции. Выступал на Олимпийских играх 2012 года в Лондоне, где занял 42-е место в марафоне. Чемпион Исландии в беге на 1500 метров (2010) и 5000 метров (2007, 2008, 2010), в помещении в беге на 1500 метров (2014) и 3000 метров (2006, 2007, 2014).
25 сентября 2011 года принял участие в Берлинском марафоне, на котором он занял 17-е место, установив новый национальный рекорд — 2:17.12.

## Сезон 2014 года
29 марта занял 72-е место на чемпионате мира по полумарафону — 1:05.13. Этот результат стал национальным рекордом.
Также выступил на двух марафонах. На Роттердамском марафоне, который состоялся 13 апреля он занял 19-е место — 2:19.17. 
17 августа бежал марафон на чемпионате Европы в Цюрихе, где финишировал на 34-м месте — 2:21.56.